# Sakamichi no Apollon
Sakamichi no Apollon (坂道のアポロン lit. Niños en la pendiente?) también conocido como Kids on the Slope en inglés, es una serie manga del género josei, escrita y dibujada por la artista Yuki Kodama y publicada por la revista Flowers entre 2007 y 2012. El manga fue adaptado en el 2012 a una serie de anime titulada en inglés como Kids on the Slope y conocida en Hispanoamérica como Niños en la Ladera. El anime fue dirigido por Shin'ichirō Watanabe y la música compuesta por Yōko Kanno, ambos muy reconocidos por cumplir los mismos papeles para el anime Cowboy Bebop.
En España, el manga ha sido licenciado por Milky Way Ediciones, quienes definen la obra como "uno de los mejores representantes del josei, que sin embargo trasciende dicha demografía".

## Argumento
La historia está ambientada en la isla de Kyūshū, en una pequeña ciudad de la prefectura de Nagasaki; a mediados de 1960. Kaoru Nishimi es un chico tímido e ingenuo con problemas para hacer amigos, acostumbrado a cambiar de instituto constantemente a causa del trabajo de su padre. Sin embargo, el verano de 1966 promete ser diferente gracias a dos compañeros que entrarán inesperadamente en su vida: Ritsuko Mukae, la delegada de la clase, y Sentaro Kawabuchi, un muchacho desaliñado y problemático acostumbrado a andar todo el día saltándose las clases o metiéndose en peleas. Gracias a Sentaro, Kaoru, hasta entonces pianista clásico, se adentra en el mundo del jazz.

## Media

### Manga
Fue publicado en la revista Flowers de la editorial Shōgakukan entre el 28 de septiembre de 2007 y el 28 de enero de 2012. Fue recopilado en 9 tomos en formato tankōbon.
En España, la obra fue publicada en diez volúmenes de pequeño formato por la editorial asturiana de Colombres (Ribadedeva) Milky Way Ediciones, entre 2015 y 2016. Las editoriales Kazé y Sharp Point Press publicaron la obra en Francia y Taiwán, respectivamante.

#### Publicaciones
| Volumen | Fecha de publicación en Japón | Fecha de publicación en Francia |
| ------- | ----------------------------- | ------------------------------- |
| 01      | 25 de abril de 2008           | 2 de mayo de 2013               |
| 02      | 10 de octubre de 2008         | 5 de junio de 2013              |
| 03      | 10 de marzo de 2009           | 21 de agosto de 2013            |
| 04      | 10 de agosto de 2009          | 9 de octubre de 2013            |
| 05      | 8 de enero de 2010            | 18 de diciembre de 2013         |
| 06      | 10 de junio de 2010           | 5 de marzo de 2014              |
| 07      | 10 de febrero de 2011         | 28 de mayo de 2014              |
| 08      | 10 de noviembre de 2011       | 17 de septiembre de 2014        |
| 09      | 26 de abril de 2012           | 19 de noviembre de 2014         |

### Sakamichi no Apollon: Bonus Track
Sakamichi no Apollon: Bonus Track (坂道のアポロン BONUS TRACK?) es un manga de un único volumen también escrito por Yuki Kodama. Consta de cinco historias que fueron publicadas entre el 28 de marzo y el 28 de julio del año 2012 en la revista Flowers:
1. La historia de Junichi y Yurika, luego que él se fuera a Tokio
2. Una corta historia sobre Kouta, Ritsuko y quien atendió el teléfono cuando Kaoru llamó Ritsuko
3. Cómo se desenvuelve Tsutomu Murae en el mundo del Jazz
4. Cómo descubre Sentarou Kawabuchi sus nuevas aficiones
5. Lo que sucede un tiempo después que termina la historia original

### Anime
La animación fue producida principalmente por el estudio MAPPA, y en menor medida por Tezuka Productions, con la dirección de Shin'ichiro Watanabe y la producción musical de la aclamada compositora Yōko Kanno, recordada por sus trabajos en animes como Macross Plus, Cowboy Bebop, Wolf's Rain, Escaflowne, Earth Girl Arjuna, etc. El anime fue licenciado en Norteamérica por Sentai Filmworks.
La misma, constó de 12 episodios que fueron televisados durante la temporada de primavera de 2012. En Estados Unidos ha sido licenciada por Sentai Filmworks.

#### Lista de episodios
| #  | Título                                                                                                 | Fecha de Emisión Japón |
| -- | --- | ---------------------- |
|    | |                        |
| 1  | «Moaning» «Mōnin» (モーニン)                                                                           | 12 de abril de 2012    |
| 2  | «Summertime» «Samātaimu» (サマータイム)                                                                | 19 de abril de 2012    |
| 3  | «Itsuka ōji-sama ga» (いつか王子様が)                                                                  | 26 de abril de 2012    |
| 4  | «But not for me» «Batto notto fō mī» (バット・ノット・フォー・ミー)                                    | 3 de mayo de 2012      |
| 5  | «Bādorando no komori-uta» (バードランドの子守唄)                                                       | 10 de mayo de 2012     |
| 6  | «You don't know what love is» «Yū donto Nō howatto rabu Izu» (ユー･ドント・ノウ・ホワット・ラブ・イズ) | 17 de mayo de 2012     |
| 7  | «Now's the time» «Nauzu za taimu» (ナウズ・ザ・タイム)                                                 | 24 de mayo de 2012     |
| 8  | «These foolish things» «Jīzu fūrisshu shingusu» (ジーズ・フーリッシュ・シングス)                       | 31 de mayo de 2012     |
| 9  | «Love me or leave me» «Rabu mī oa rību mī» (ラブ・ミー・オア・リーブ・ミー)                            | 7 de junio de 2012     |
| 10 | «In a sentimental mood» «In a senchimentaru mūdo» (イン・ア・センチメンタル・ムード)                   | 14 de junio de 2012    |
| 11 | «Left alone» «Refuto arōn» (レフト・アローン)                                                          | 21 de junio de 2012    |
| 12 | «All Blues» «Ōru burūsu» (オール・ブルース)                                                            | 28 de junio de 2012    |

#### Reparto
| Personaje              | Seiyū Original (Japón)             | Actor de voz (Estados Unidos) | Actor de voz (Argentina; Fundación Japón) | Actor de voz (México; Anime Onegai) |
| ---------------------- | ---------------------------------- | ----------------------------- | ----------------------------------------- | ----------------------------------- |
| Sentarō Kawabuchi      | Yoshimasa Hosoya                   | Andrew Love                   | Diego Brizzi                              | Abraham Toscano                     |
| Ritsuko Mukae          | Yuuka Nanri                        | Rebekah Stevens               | Sol Nieto                                 | Desireé González                    |
| Kaoru Nishimi          | Ryōhei Kimura Nozomi Furuki (niño) | Chris Patton                  | Santiago Florentín                        | Ditter Ruiz                         |
| Yurika Fukahori        | Aya Endō                           | Maggie Flecknoe               | Ángeles Lescano                           |                                     |
| Junichi Katsuragi      | Jun'ichi Suwabe                    | David Matranga                | Ignacio de Anca                           |                                     |
| Tsutomu Mukae          | Zenki Kitajima                     | David Wald                    |                                           |                                     |
| Tía de Kaoru           | Masako Jō                          | Luci Christian                |                                           |                                     |
| Mariko                 | Amina Satō                         | Cynthia Martínez              | Andrea Higa                               |                                     |
| Padre de Kaoru         | Masaki Terasoma                    | Ricardo Alanis                |                                           |                                     |
| Sayoko, madre de Kaoru | Takako Honda                       | Shelley Calene-Black          | María Laura Cassani                       |                                     |
| Sachiko                | Yume Miyamoto                      | Hilary Haag                   | Andrea Higa                               |                                     |
| Seiji Matsuoka         | Nobuhiko Okamoto                   | Blake Shepard                 | Patricio Lago                             |                                     |
| Shigetora Maruo        | Ayumu Murase                       | Greg Ayres                    | Alejandro Bono                            |                                     |
| Ryūnosuke Yamaoka      | Shōhei Yamaguchi                   | Kalob Martínez                | Alejandro Graue                           |                                     |

## Recepción
Este manga ganó el 57 Premio Shōgakukan en la categoría manga general.